# Matchstick Men
Matchstick Men (bra: Os Vigaristas; prt: Amigos do Alheio) é um filme estadunidense de 2003, dos gêneros suspense e comédia dramática, dirigido por Ridley Scott, com roteiro de Ted Griffin e Nicholas Griffin baseado no romance Matchstick Men, de Eric Garcia.
Estrelado por Nicolas Cage, Sam Rockwell e Alison Lohman, Matchstick Men estreou em 2 de setembro de 2003 no Festival Internacional de Cinema de Veneza e foi lançado nos Estados Unidos em 12 de setembro de 2003. Lançado em 2,711 cinemas nos Estados Unidos e no Canadá, o fim de semana de bilheteria do filme ficou em segundo lugar, com US$ 13 milhões por uma média por cinema de US$ 4,827; em última análise, perdeu a primeira posição para Once Upon a Time in Mexico. O filme arrecadou US$ 36,9 milhões no mercado interno e US$ 65,5 milhões em todo o mundo.
O filme tem uma taxa de aprovação de 82% no Rotten Tomatoes, com base em 186 avaliações, com uma classificação média de 7.07/10. Metacritic dá ao filme uma pontuação média ponderada de 61/100 com base em comentários de 38 críticos, indicando "geralmente favorável comentários".
Roger Ebert classificou o filme de quatro estrelas (em quatro), e descreveu-o como "tão absorvente que, sempre que se afasta do enredo, existe outro plano melhor para recortar". Ele também recomendou o filme para várias indicações ao Oscar, mais notavelmente a performance de Nicolas Cage e o roteiro do filme. James Berardinelli premiou o filme com três estrelas e meia (de quatro), elogiando o filme por seus elementos "astutos, mordazes de humor" e "emocionalmente satisfatórios". Ele também elogiou a atuação do filme e, finalmente, observou que o filme "vale cada centavo" do preço do ingresso.
Alguns críticos não ficaram impressionados. Renee Graham, do The Boston Globe, criticou o filme por seu sentimentalismo, escrevendo que "o diretor Ridley Scott é todo pegajoso nesta adaptação desafinada do romance cínico de Eric Garcia". Apesar de elogiar as performances de Sam Rockwell e Alison Lohman, Graham não gostava de Cage, escrevendo que ele é mais "irritante do que interessante" e que o filme segue um estilo similar. Da mesma forma, Lou Lumenick do New York Post elogiou a atuação do filme, mas observou que o espectador "pode acabar se sentindo tão louco quanto as vítimas de Roy". Lumenick não gostou da reviravolta, acreditando que era um grande detrator do valor do filme.

## Sinopse
Roy Walker (Nicolas Cage) é um especialista na arte do crime residente em Los Angeles. Juntamente com seu sócio Frank (Sam Rockwell), ele pensa duas vezes em enganar pessoas em busca de dinheiro fácil. Na sua vida particular, no entanto, Roy padece de vários distúrbios: é hipocondríaco (a falta dos remédios provoca gagueira e piscadelas), não sai de casa pois é agorafóbico com síndrome de Tourette e tem transtorno obsessivo-compulsivo por limpeza e organização. Ele prepara-se para dar um último golpe, quando surge Angela (Alison Lohman), sua filha de 14 anos, que nunca chegou a conhecer. A partir daí, diversas reviravoltas advém deste encontro.

## Elenco
- Nicolas Cage .... Roy Waller[nota 1]
- Sam Rockwell .... Frank Mercer
- Alison Lohman .... Angela
- Bruce Altman .... Dr. Harris Klein
- Bruce McGill .... Chuck Frechette
- Sheila Kelley .... Kathy
- Beth Grant .... mulher na lavanderia
- Jerry Hauck .... motorista de táxi
- Steve Eastin .... marido
- Melora Walters .... Heather, a ex-esposa de Roy (não creditada)